# Sam Cox
Samuel Peter Cox (Londres, 10 de octubre de 1989) es un exfutbolista británico-guyanés que ha sido recientemente entrenador del Oxford City. Nacido en Inglaterra, fue internacional absoluto con la selección de fútbol de Guyana.
Cox también apareció en la tercera temporada de la serie de televisión Ted Lasso, ganadora de un Emmy, interpretando a Armando, un futbolista ficticio del West Ham United.

## Trayectoria
A los nueve años, Cox ya estaba "probando en el Watford y el Arsenal.
Cox comenzó su carrera en la Academia del Tottenham Hotspur a la edad de 15 años, a la que se incorporó a tiempo completo en la temporada 2007-2008. Durante la temporada 2008-09, disputó 24 partidos con el equipo sub-18 y dos partidos como suplente en el equipo reserva. Cox firmó su primer contrato profesional en julio de 2009.
El 1 de septiembre de 2009, Martin Allen, entrenador del Cheltenham Town, de la League Two, fichó a Cox en calidad de cedido por un mes. Debutó el 10 de octubre, en la derrota a domicilio del Cheltenham por 4-0 ante el Accrington Stanley. Tras no cuajar en el Cheltenham, regresó a los Spurs el 12 de octubre. El 13 de noviembre, Cox se incorporó al Histon, club de la Conference National, en calidad de cedido durante un mes. El 14 de noviembre debutó en la derrota por 2-1 del Histon a domicilio ante el Rushden & Diamonds, y fue sustituido en el minuto 67.
En enero de 2010, se incorporó al Torquay United en calidad de cedido para el resto de la temporada. Fue liberado por los Spurs al final de la temporada y se unió al Barnet en junio de 2010. Después de haber hecho 10 apariciones en la League Two para el Barnet durante la temporada 2010-11, Cox firmó un contrato de cesión con el club de la Conference South el Boreham Wood en octubre de 2011. Fue galardonado como "Jugador de la Temporada" después de haber ayudado al club a lograr su mejor clasificación en la liga. En mayo de 2012, Cox fue liberado por el Barnet debido a la expiración de su contrato.
El 5 de julio, el Hayes & Yeading United anunció el fichaje de Cox por un año, después de que el Barnet, de la League Two, lo dejara libre en verano. Cox fue anunciado inmediatamente como capitán para la temporada 2012-13 y recibió el premio "Supporters' Player of the Year" al final de la temporada.
En verano de 2013, Cox estuvo a prueba en el Greenock Morton y el Hamilton Academical, aunque optó por fichar de nuevo por el Boreham Wood en agosto de 2013. Capitaneó al club en el ascenso a la National League por primera vez en su historia en 2015 y fue galardonado con el premio "Chairman's Player of the Season" ese mismo año.
El 2 de septiembre de 2016, Cox fichó por el Wealdstone. Fue galardonado con los premios "Supporters Club Player of the Year" y "Junior Stones Player of the Year" en mayo de 2017 al final de su primera temporada en el club[18]. En abril de 2019 compaginaba su carrera como jugador en el Wealdstone con el entrenamiento de juveniles en su primer club, el Tottenham Hotspur.
Tras una etapa de tres años en el Hampton & Richmond Borough, que incluyó una cesión entre 2018 y 2019, Cox fichó por el Braintree Town, otro equipo de la National League South, en marzo de 2022. El 11 de mayo de 2022, Cox anunció a través de su página de Twitter que dejaría el club tras la conclusión de la campaña 2021-22.Cox fichó por el Welling United en julio de 2022.

## Selección nacional
Cox nació y creció en Inglaterra, pero es de ascendencia guyanesa. Fue convocado para la selección de fútbol de Guyana en mayo de 2015.
En marzo de 2019, fue capitán de Guyana, que se clasificó para la Copa Oro de la CONCACAF por primera vez en su historia.

## Estilo de jugar
Cox juega como centrocampista de contención o como defensa lateral derecho.

## Carrera de entrenador
Cox posee una licencia UEFA A y trabajó en la Academia del Tottenham Hotspur, donde comenzó su carrera como jugador. En noviembre de 2018 ganó el premio Ugo Ehiogu 'Ones To Watch' en la 'Football Black List'.
En enero de 2024, Cox dejó el Tottenham y regresó al Wealdstone como entrenador del primer equipo, con vistas a ocupar el cargo a tiempo completo la temporada siguiente. El 7 de abril de 2024, Cox fue nombrado entrenador interino hasta el final de la temporada, tras el despido de David Noble. Tras asumir el cargo a falta de cinco partidos, el club logró tres victorias que le permitieron evitar el descenso en la última jornada de la temporada.
El 18 de junio de 2024, Cox fue nombrado entrenador del Oxford City, de la National League North. Tras un mal comienzo de temporada, con sólo seis puntos en sus nueve primeros partidos, Cox fue destituido el 27 de septiembre de 2024.

## Vida privada
Cox fue campeón de campo a través de Brent Cross durante cuatro años consecutivos, de 2003 a 2006, y campeón de 800 metros tres años seguidos, de 2003 a 2005.